# Agaric des jachères
Agaricus arvensis
Espèce
Statut de conservation UICN

 LC  : Préoccupation mineure
Agaricus arvensis, l'Agaric des jachères, est une espèce comestible de la famille des Agaricaceae. Poussant dans les prairies et les pelouses, il est caractérisé par son anneau en forme de roue dentée, son odeur anisée et sa surface plus ou moins jaunissante au grattage.

## Taxonomie
Le nom correct complet (avec auteur) de ce taxon est Agaricus arvensis Schaeff..

### Synonymes
Agaricus arvensis a pour synonymes : 
- Agaricus arvensis Schaeff. ex Secr.
- Agaricus campestris var. arvensis (Schaeff.) Matt.
- Agaricus campestris var. buchananii Berk.
- Agaricus edulis var. arvensis (Schaeff.) Mérat
- Agaricus exquisitus Vittad.
- Agaricus fissuratus F.H.Møller
- Agaricus leucotrichus F.H.Møller
- Agaricus nivescens subsp. parkensis (F.H.Müller) F.H.Müller, 1952
- Agaricus parkensis (F.H.Müller) Kerrigan, 1986
- Agaricus vaporarius J.Otto
- Fungus arvensis (Schaeff.) Kuntze
- Pratella arvensis (Schaeff.) Gillet
- Psalliota arvensis (Schaeff.) Gillet
- Psalliota arvensis (Schaeff.) P.Kumm.
- Psalliota campestris subsp. arvensis (Schaeff.) Cheel, 1913
- Psalliota campestris var. arvensis (Schaeff.) Cheel
- Psalliota fissurata F.H.Møller
- Psalliota leucotricha F.H.Møller
- Psalliota nivescens subsp. parkensis F.H.Müller, 1952

### Phylogénie
Le champignon est décrit pour la première fois en 1774 comme Agaricus arvensis par le mycologue allemand Jacob Christian Schäffer. En 1871, Paul Kummer crée le genre Psalliota et y transfère l'espèce. Bien que Psalliota soit considéré comme un synonyme d'Agaricus, certains ouvrages présentent encore le champignon sous le nom de  Psalliota arvensis.

### Noms vulgaires et vernaculaires
Le nom normalisé de cette espèce est l'Agaric des jachères. Certains auteurs signalent le nom de « Boule-de-neige, », même s'il semble plutôt s'appliquer à l'Agaric boule-de-neige (Agaricus osecanus), très proche. On rencontre aussi le nom « Rosé anisé », par analogie au Rosé des prés (Agaricus campestris).

## Description du sporophore

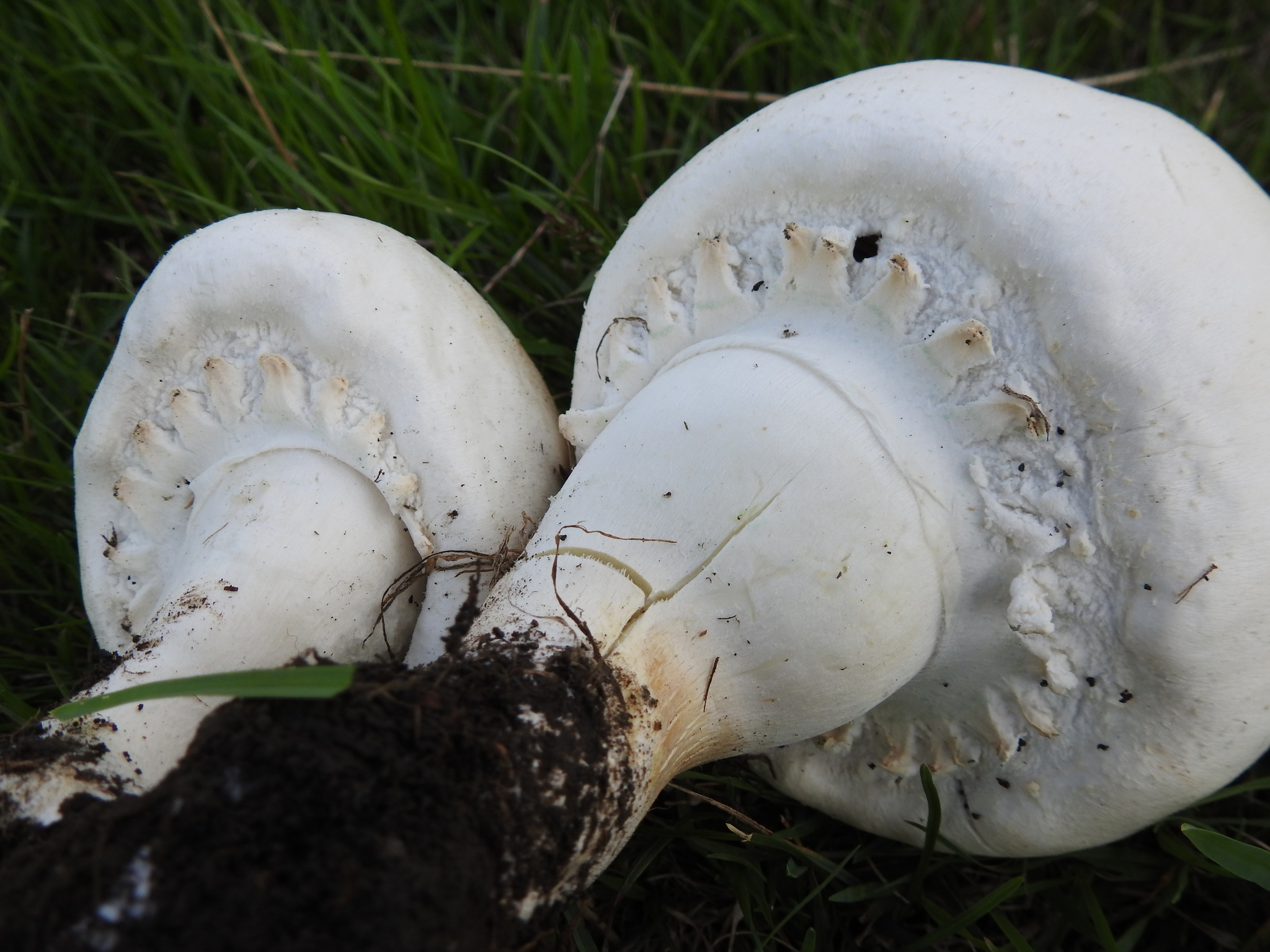
Anneau dA. arvensis, en forme de roue dentée sur sa face inférieure, une des caractéristiques principales de l'espèce.

C'est un champignon qui présente un pied et un chapeau. Le pied est central. Sous le chapeau, l'hyménophore est constitué de lames libres. C'est une espèce charnue et imposante, à la silhouette typique d'agaric.
Son chapeau, qui peut mesurer jusqu'à 20 cm de diamètre, est d'abord globuleux, puis s'étale tout en restant longtemps convexe. Sa surface est blanche immaculée, avant de devenir jaune ocre surtout au centre. Par temps sec, elle peut se craqueler et paraître écailleuse. Elle se tache de jaune citrin lorsqu'on la gratte avec l'ongle. La marge est enroulée et conserve souvent des débris de voile.
L'hyménophore est fait de lames libres serrées, mesurant jusqu'à 8 mm de largeur. Elles sont longtemps grisâtres, puis rosissent, et ne deviennent brun pourpre que dans la vieillesse.
Son stipe est assez élancé, en moyenne 8 à 12 cm de longueur et 2 à 3 cm d'épaisseur, il est à peu près cylindrique. L'anneau est blanc, double, à face inférieure floconneuse, sa forme évoque une roue dentée ou un engrenage. Une fois l'anneau détaché des bords du chapeau à maturité, il tombe et devient juponnant.
La chair est blanchâtre, à saveur douce et odeur anisée.

### Caractéristiques microscopiques
Ses spores mesurent 7 à 9 x 5 à 6 µm.

## Galerie

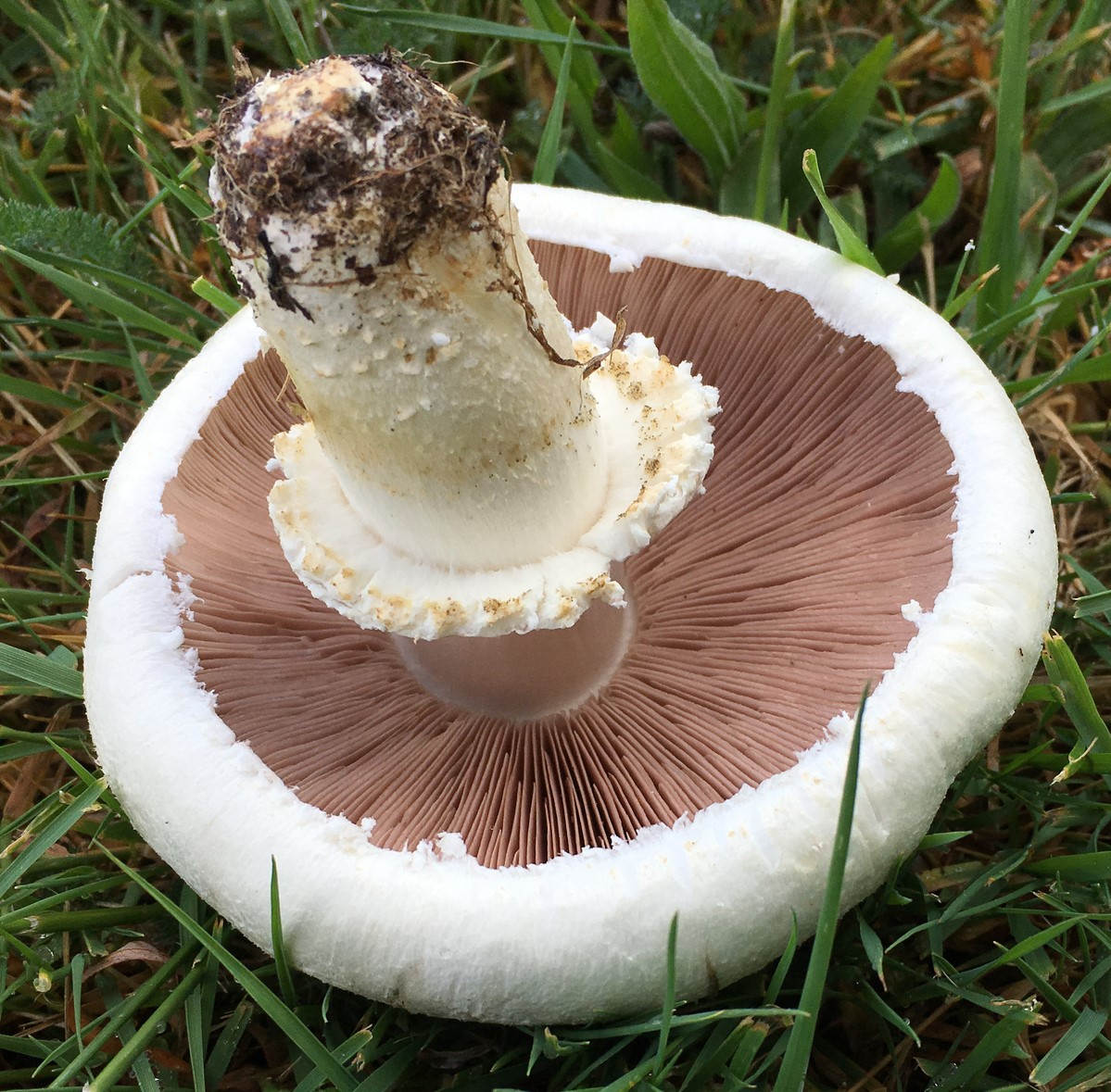
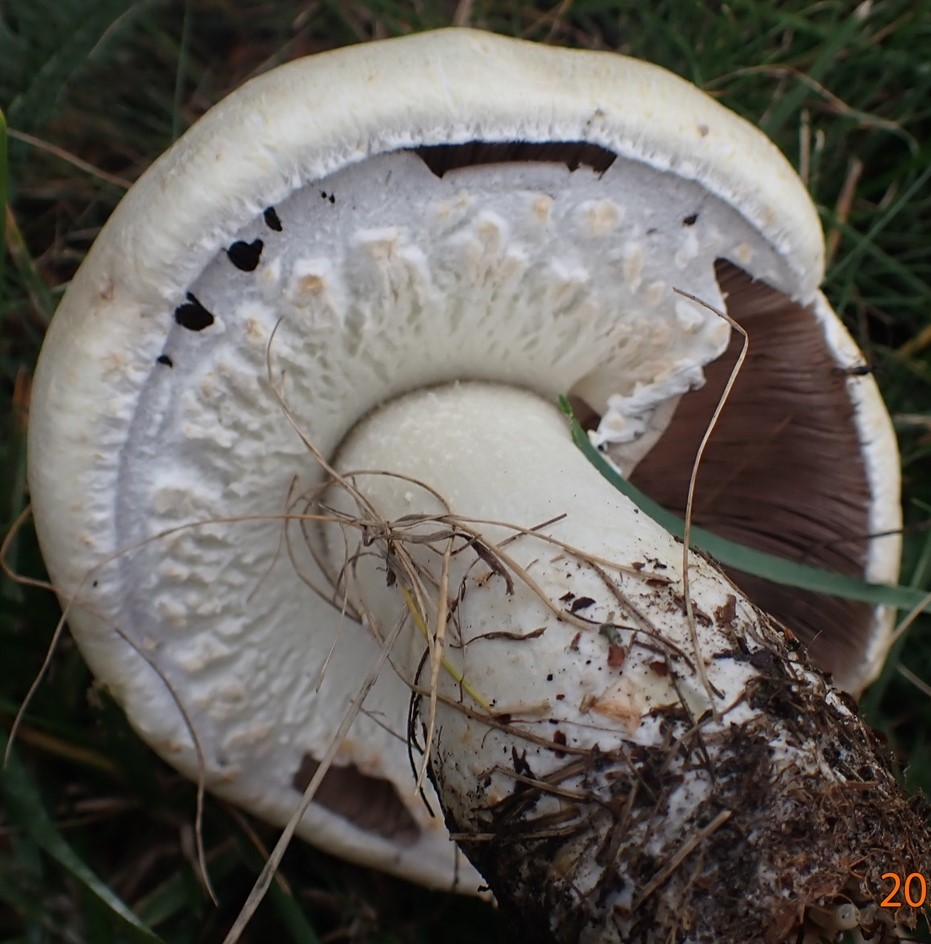
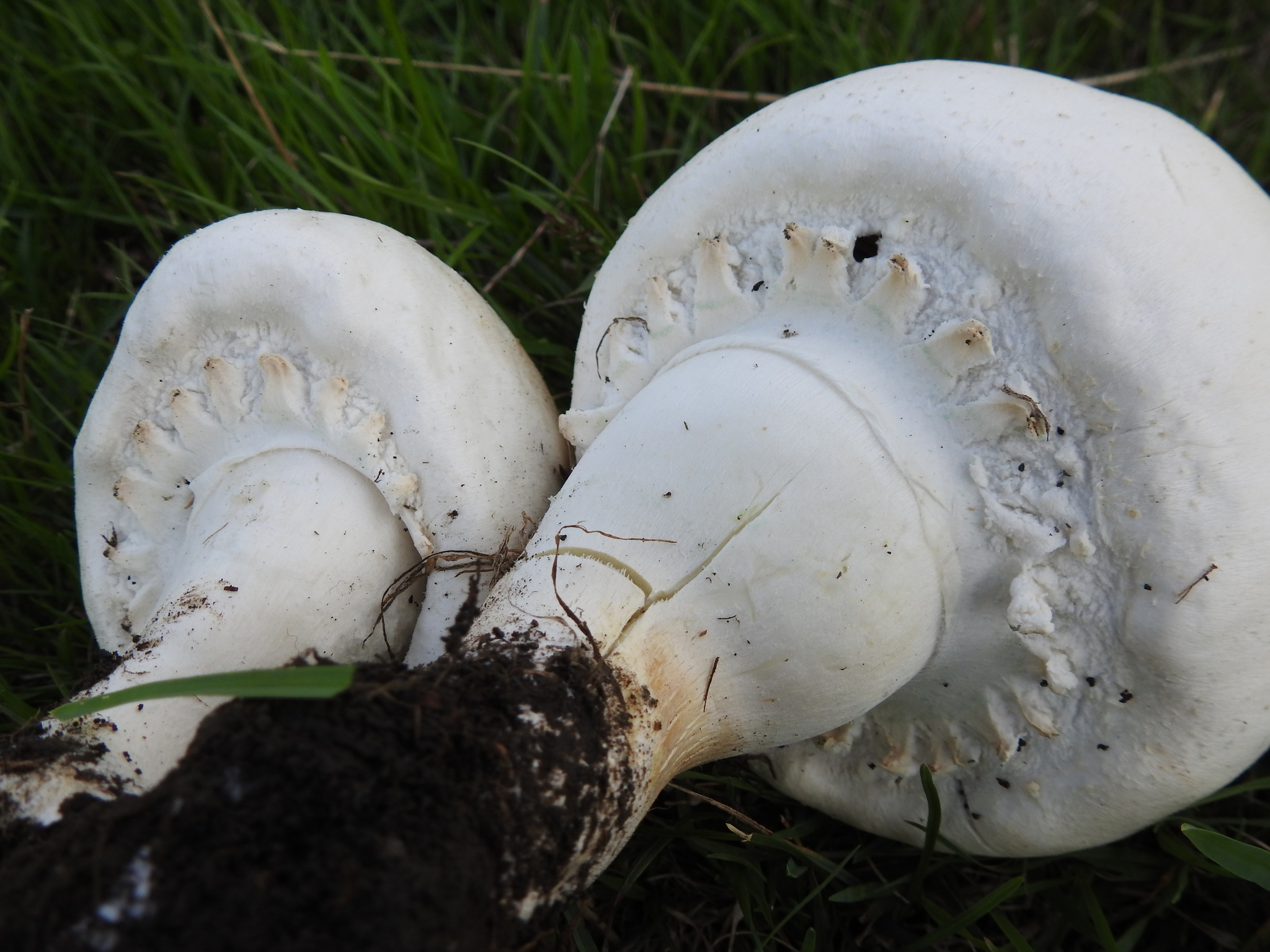
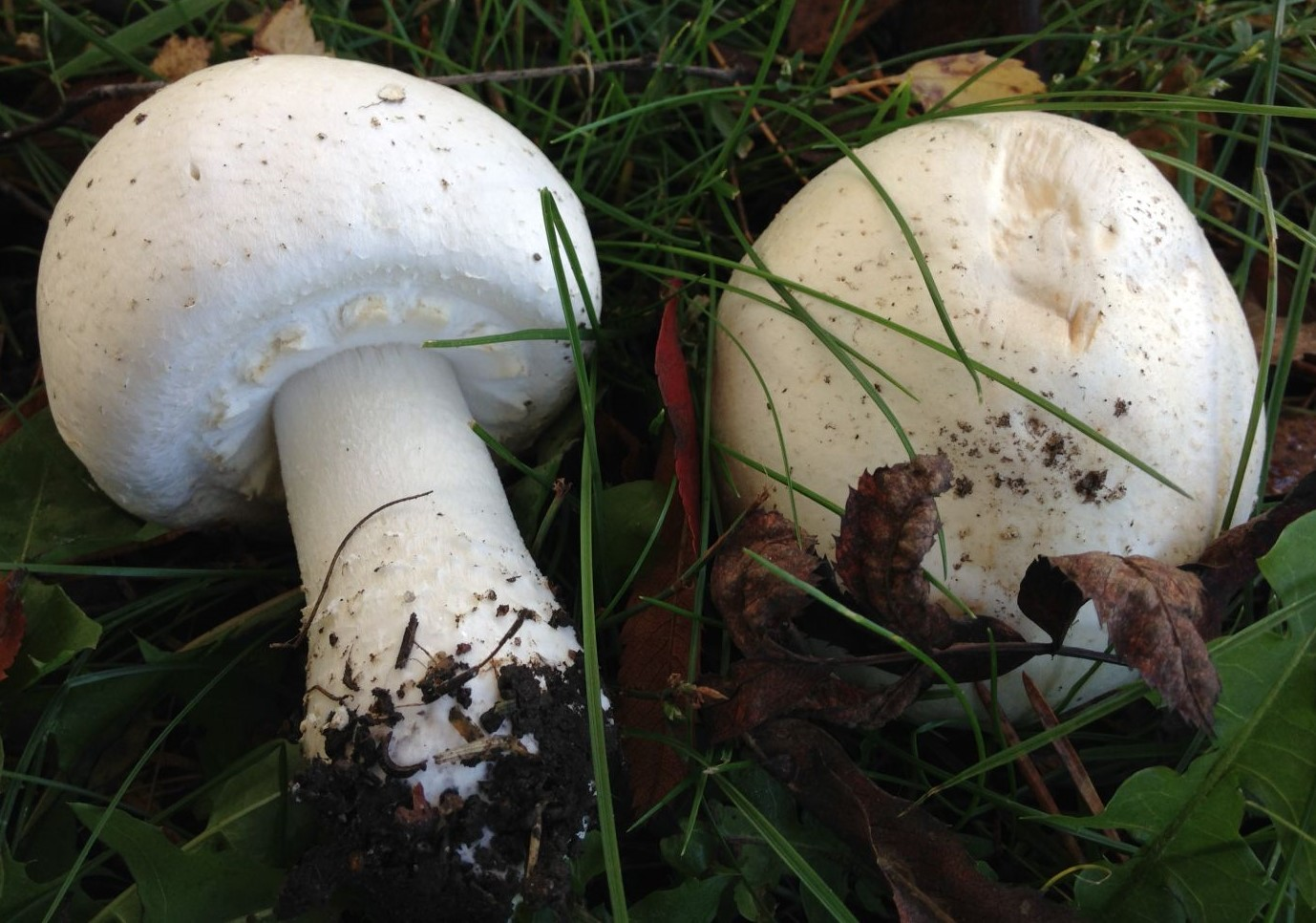
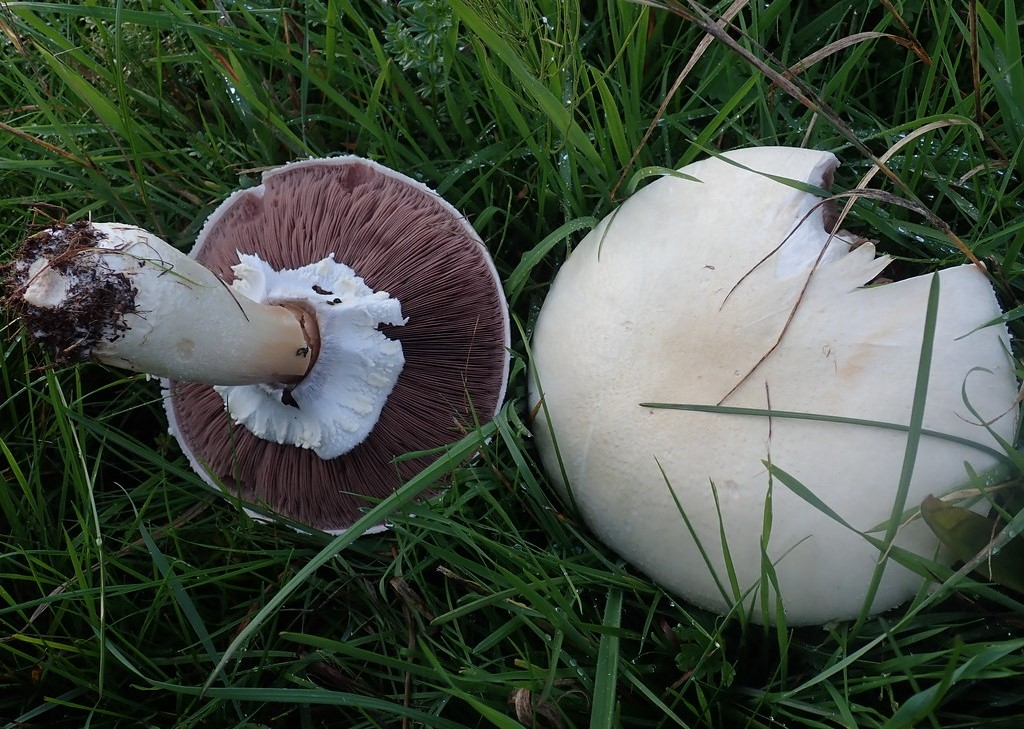
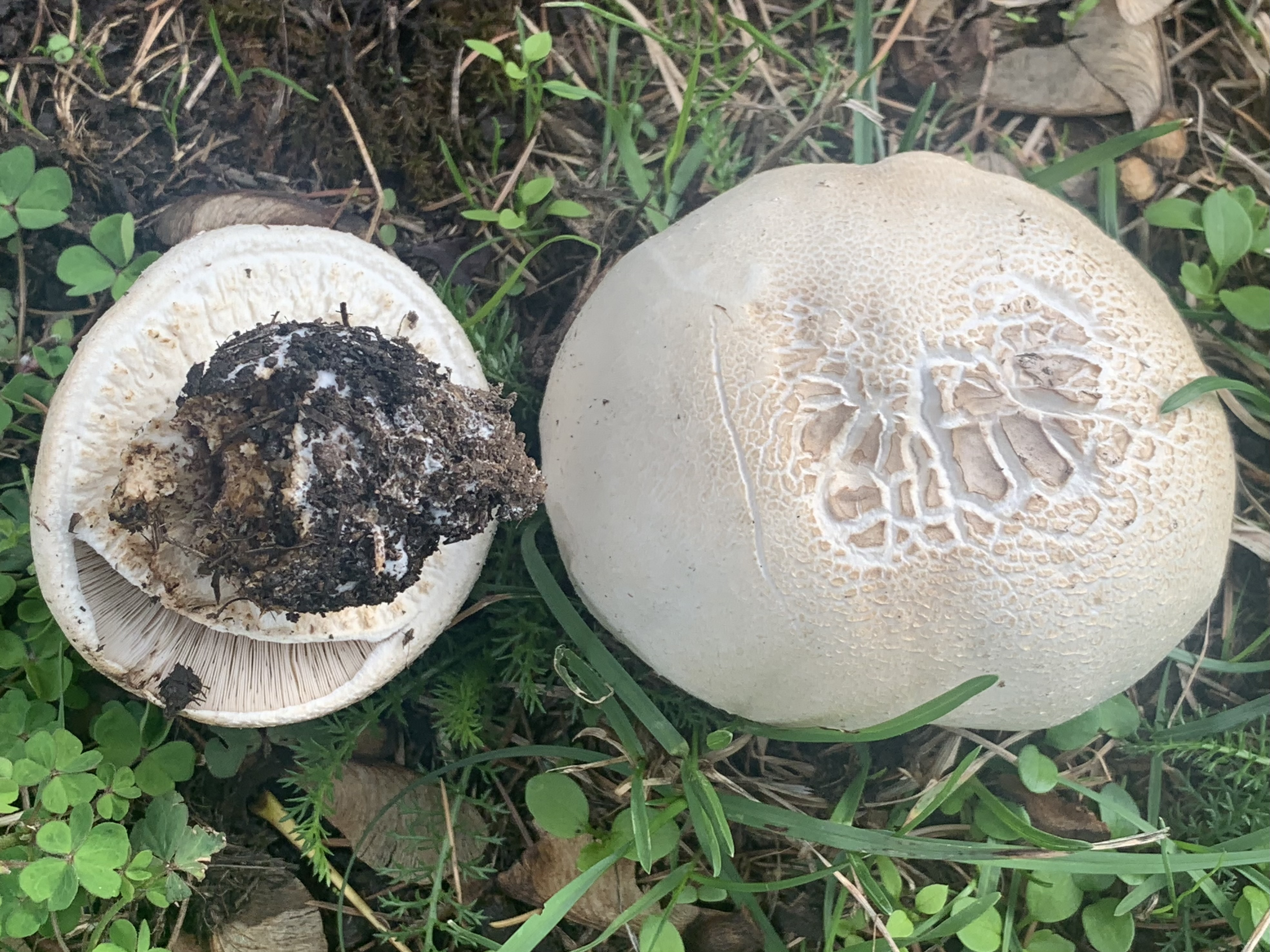
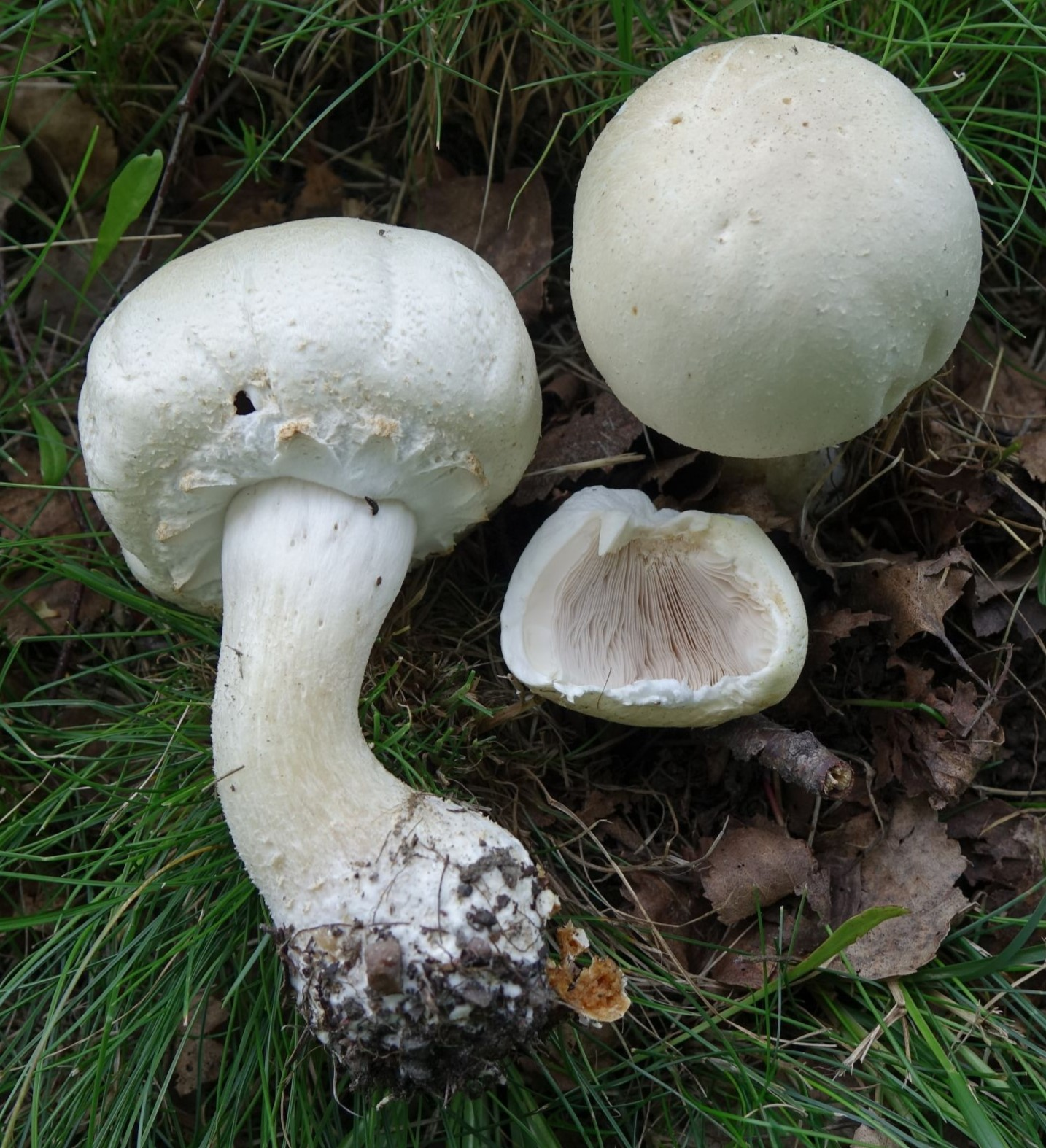
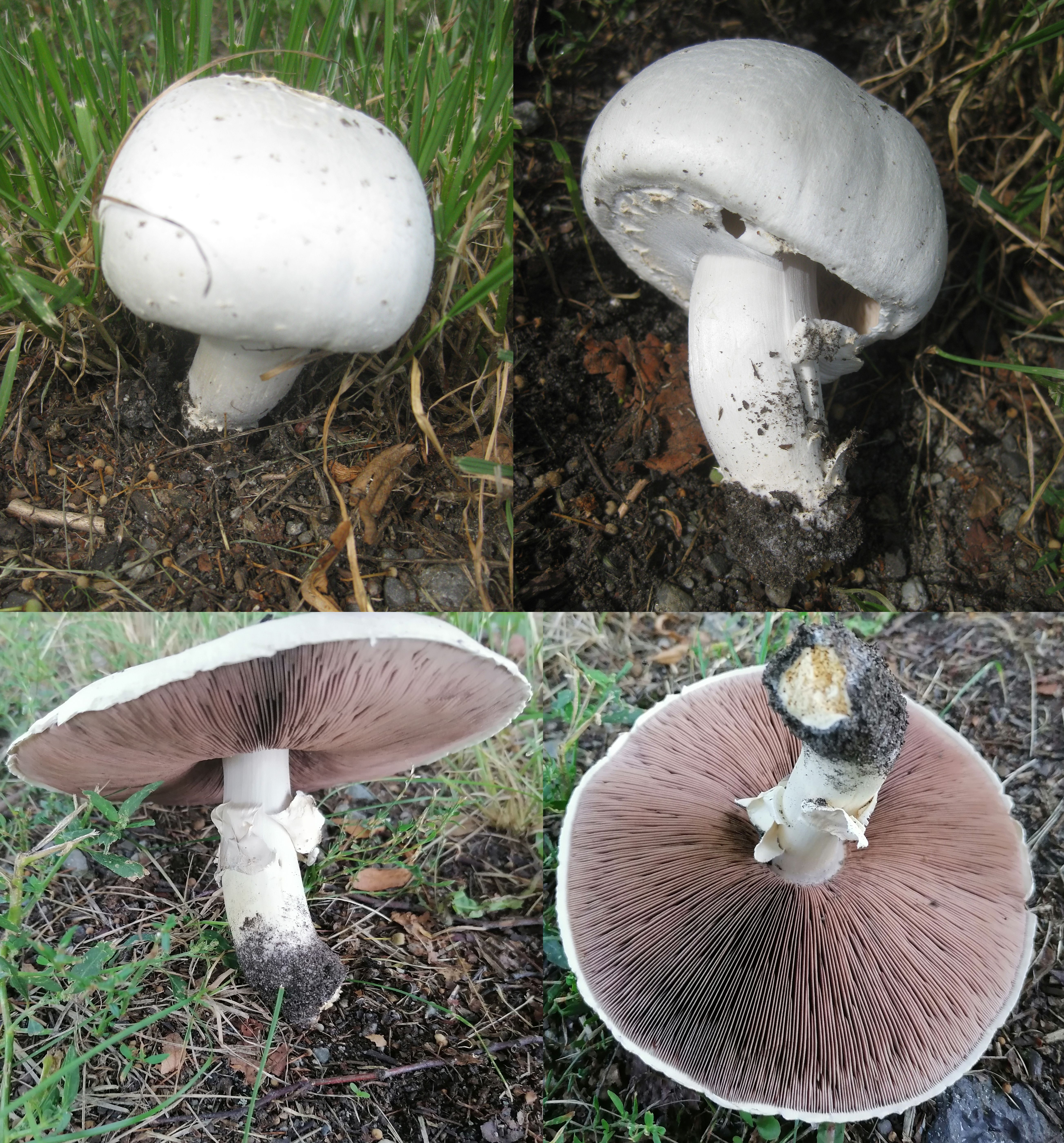
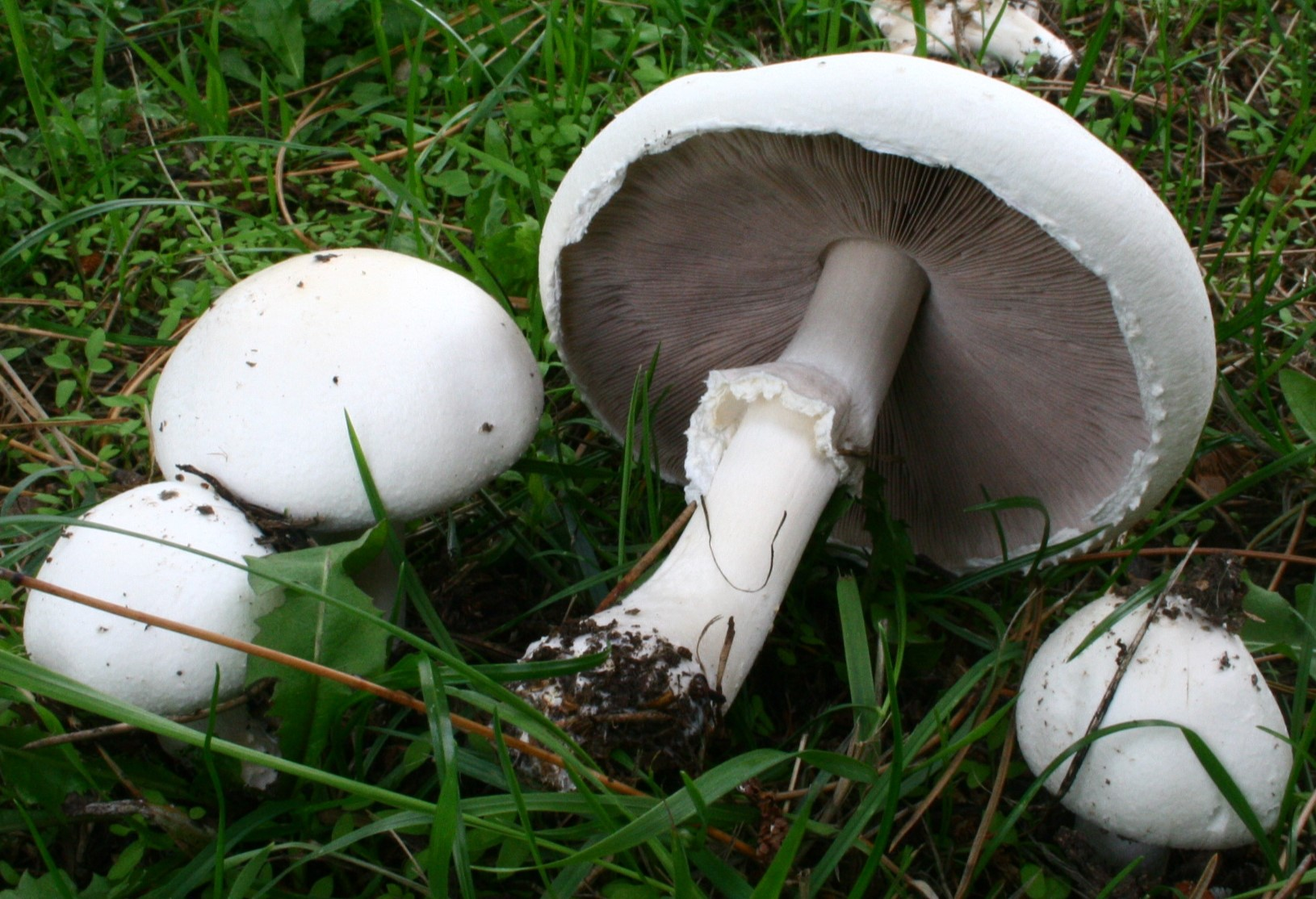
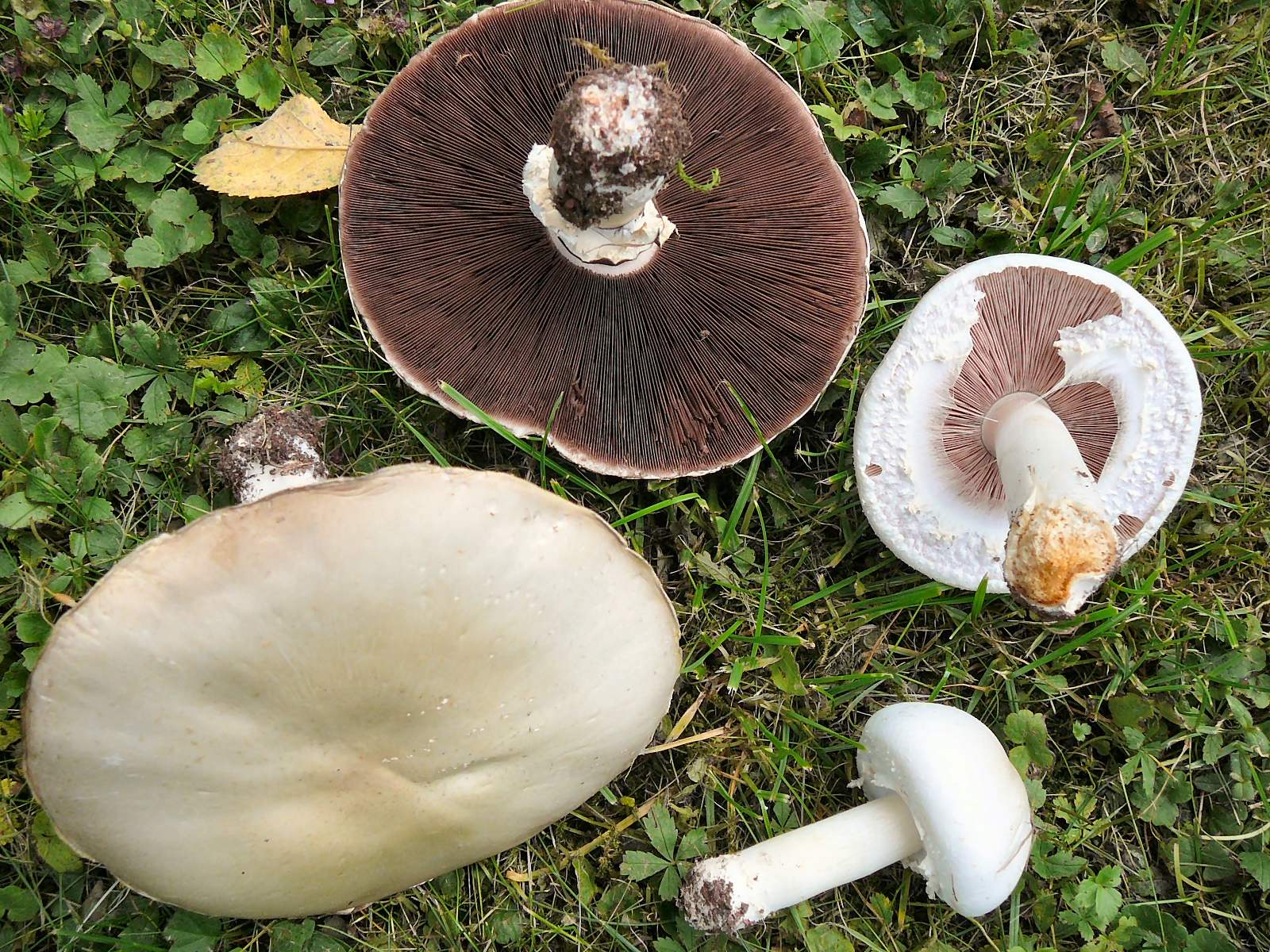
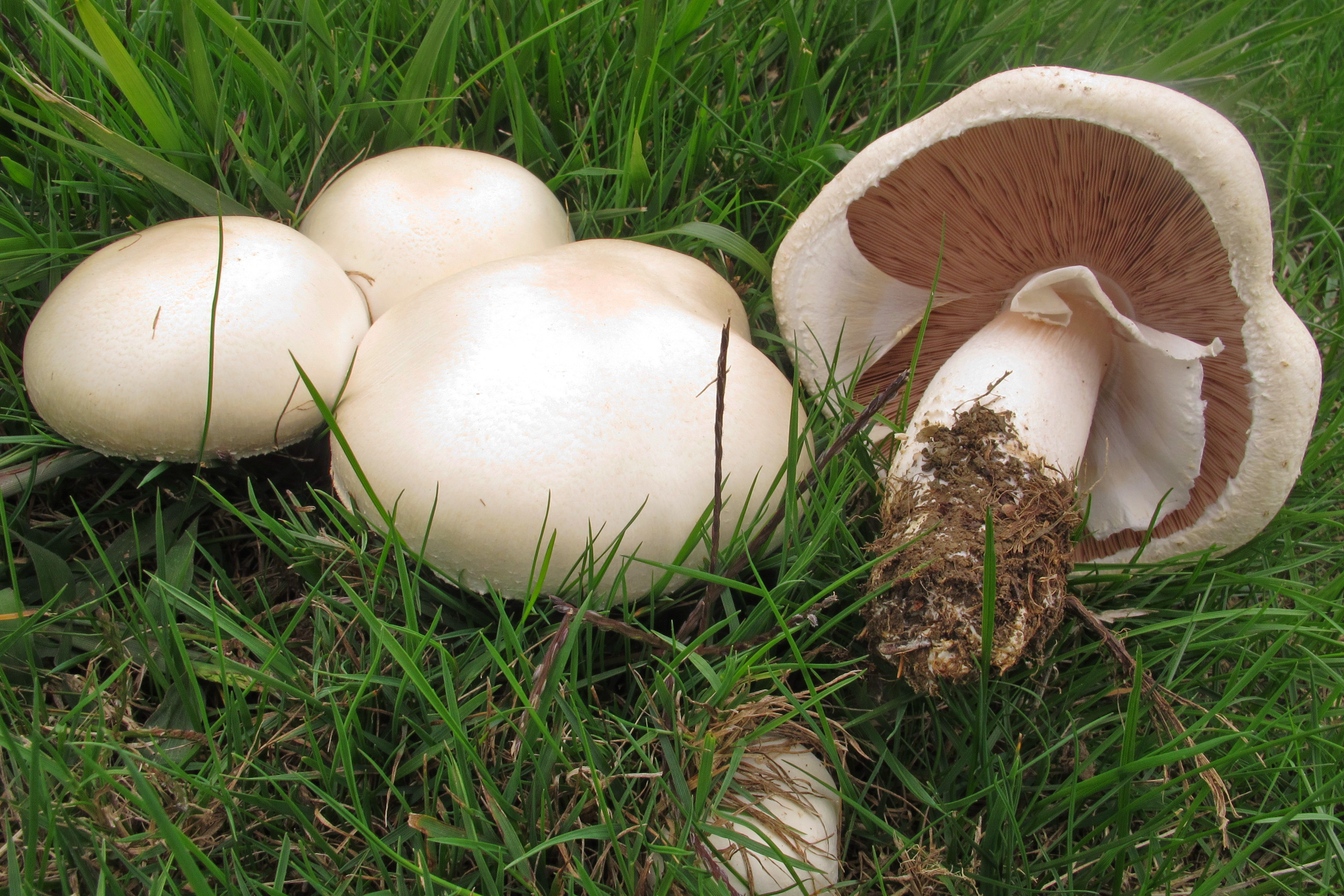
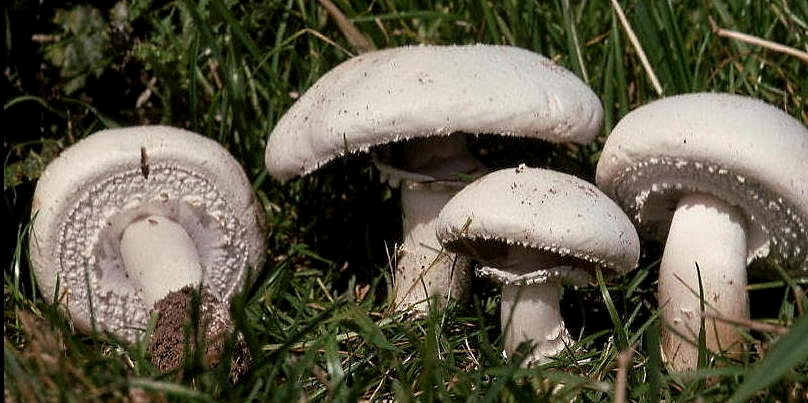
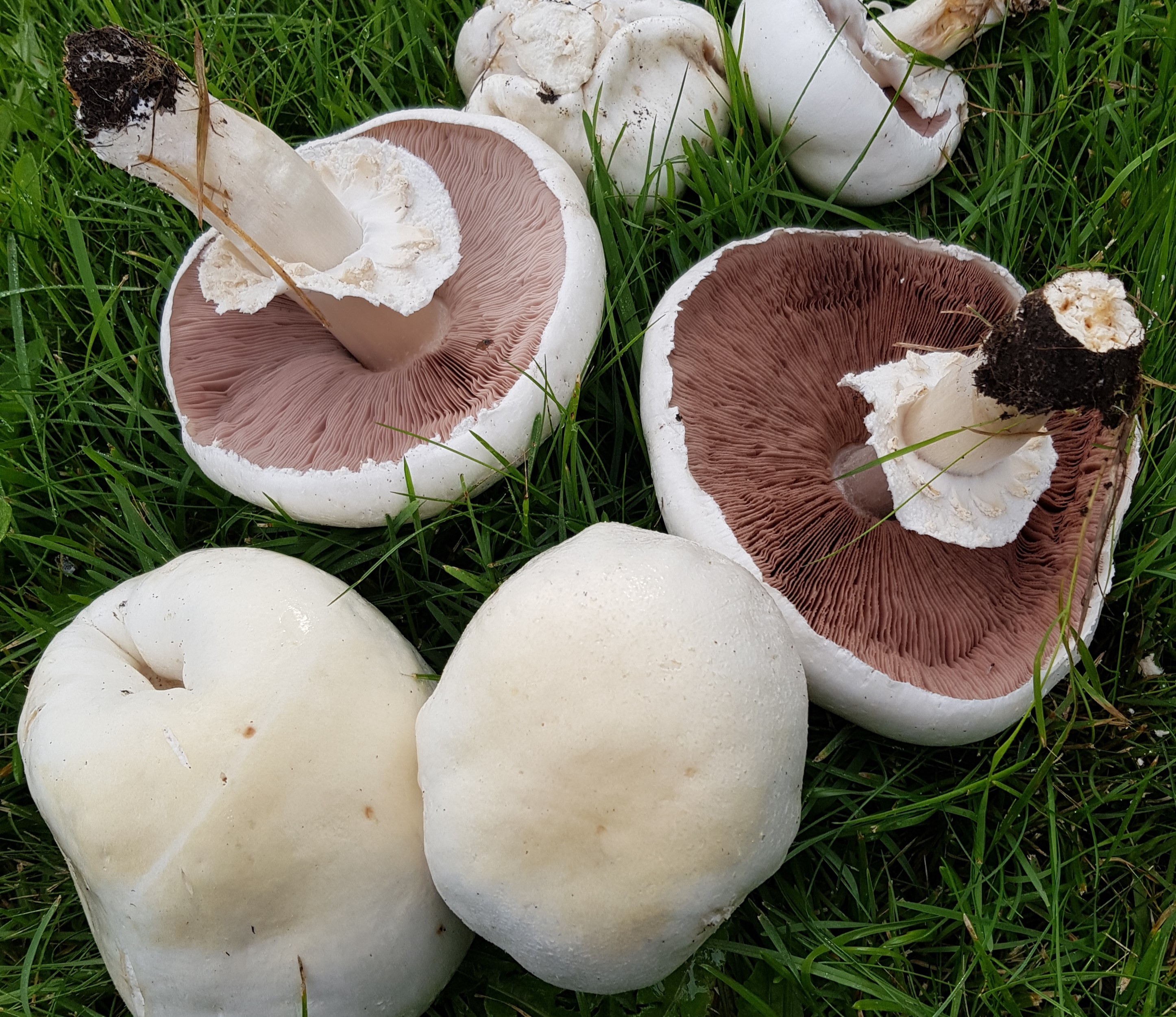
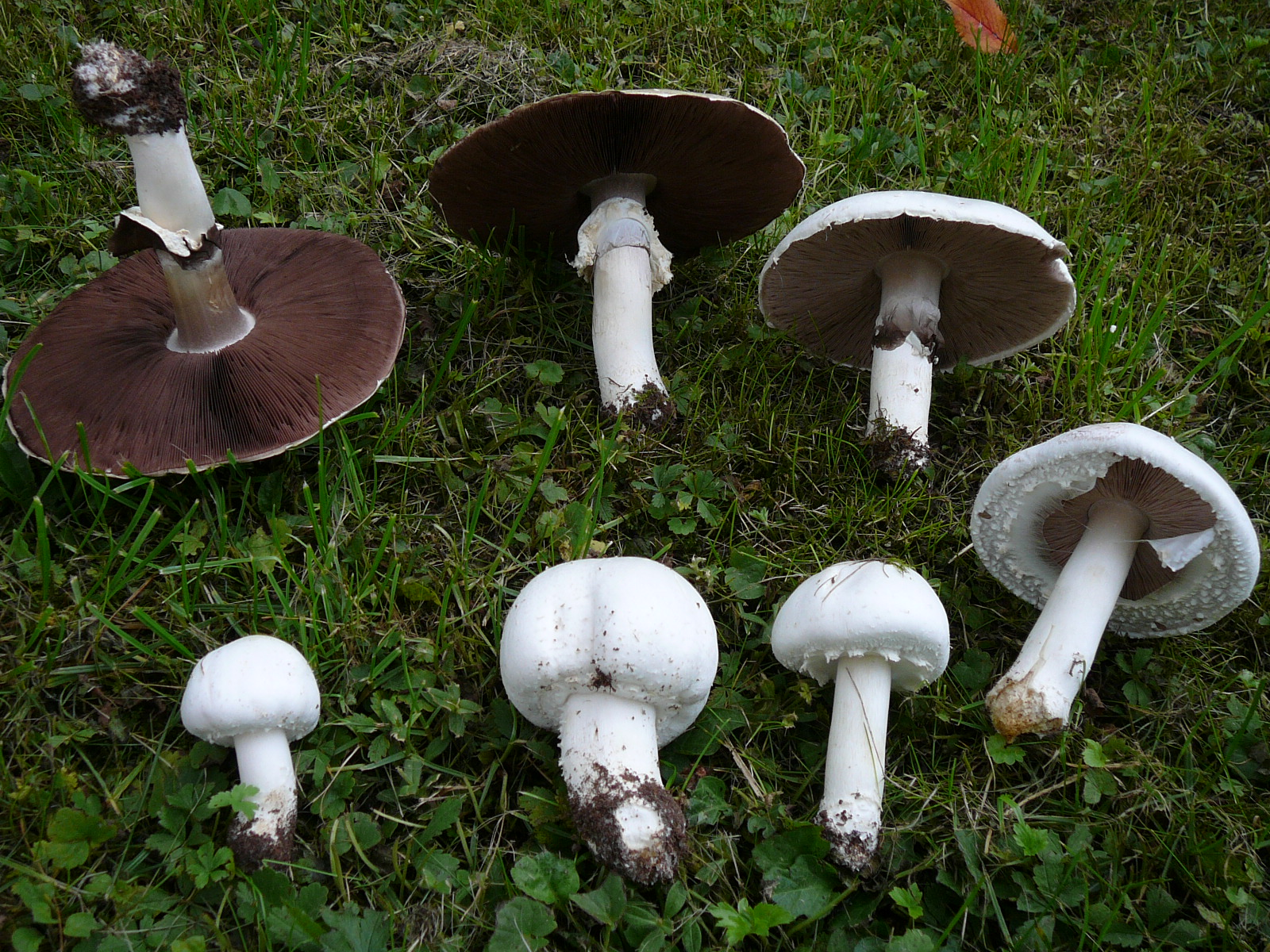
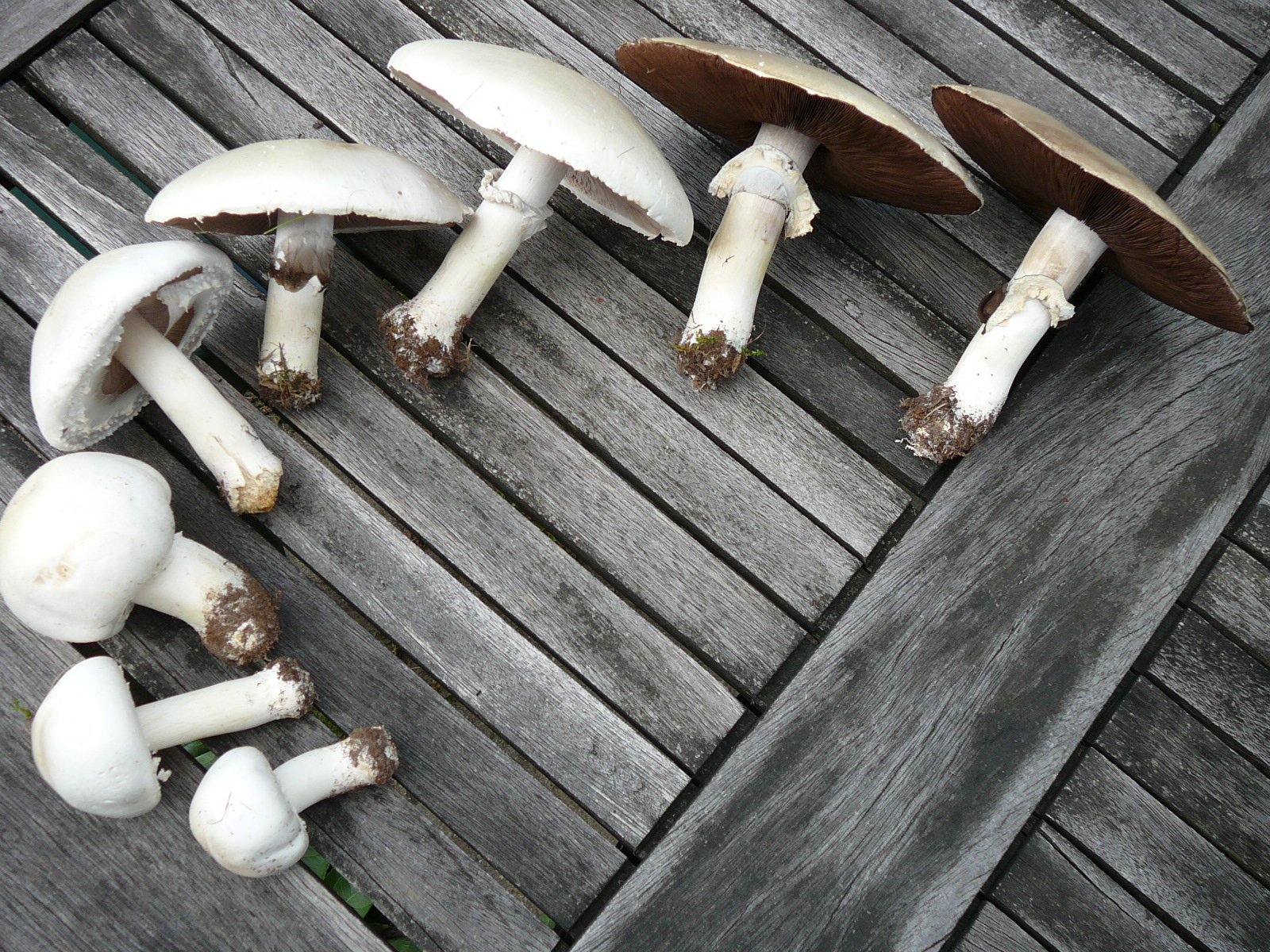

## Variétés et formes
Selon GBIF (4 novembre 2024) :
- Agaricus arvensis var. arvensis
- Agaricus arvensis var. subarvensis Bohus

## Habitat et distribution
L’Agaric des jachères est une espèce saprotrophe qui pousse sur le sol riche des milieux herbeux ouverts, comme les prairies, les pâturages et les pelouses, parfois dans les clairières ou les bruyères, ou encore sur le foin en décomposition. Il croît surtout en automne et plus rarement au début d'un été pluvieux.
L'espèce est répandue dans tout l'hémisphère nord. Elle est fréquente dans la plupart des pays européens et dans certaines parties de l'Asie et de l'Amérique du Nord. Elle a également été introduite en Australie et en Nouvelle-Zélande.
Ce taxon se rencontre dans les pays suivants : Allemagne, Autriche, Belgique, Canada, Corée du Nord, Corée du Sud, Croatie, Danemark, Espagne, Estonie, Finlande, France, Hongrie, Irlande, Islande, Italie, Japon, Luxembourg, Mexique, Norvège, Svalbard et ile Jan Mayen, Ouzbékistan, Pays-Bas, Portugal, Royaume-Uni, Russie, Serbie, Slovaquie, Slovénie, Suède, Tchéquie, États-Unis.

## Comestibilité
L'Agaric des jachères est un champignon comestible très recherché, considéré comme bon ou même excellent. Sa taille conséquente permet de le farcir. Il est également cultivé de façon occasionnelle et vendu en mélange avec d'autres champignons comme le Pleurote en huître (Pleurotus ostreatus) ou le Shiitaké (Lentinula edodes).
Bien qu'aucune intoxication n'ait été reportée après ingestion de l'Agaric des jachères, le champignon aurait causé des troubles gastriques chez certaines personnes, et surtout il contient plusieurs substances bioactives suspectes qui poussent à ne pas le consommer en trop grandes quantités. Il s'agit d'abord de dérivés de la phénylhydrazine, principalement l'agaritine (en), mais aussi des molécules proches, comme l'agaritinal et trois schaefferals. L'agaritine et ses métabolites sont connus pour provoquer des tumeurs chez la souris, alors que la toxicité des autres composés n'a pas été étudiée. Le groupe auquel appartient Agaricus arvensis, a également la fâcheuse propriété d'accumuler  le cadmium en proportions beaucoup plus importantes que les autres espèces du genre. Ce métal lourd hautement toxique a une très longue demi-vie chez l'homme, de 10 à 30 ans. Il s'accumule dans les reins et peut provoquer une dysfonction qui peut évoluer vers une insuffisance rénale. Il peut également provoquer une déminéralisation osseuse et serait carcinogène. Cela n'est cependant pas problématique dans le cadre d'une consommation en quantités raisonnables de ce champignon.

## Confusions possibles
L'Agaric des jachères fait partie du genre difficile des Agarics, dont l'identification peut être délicate. Il est comparer avec les espèces suivantes :

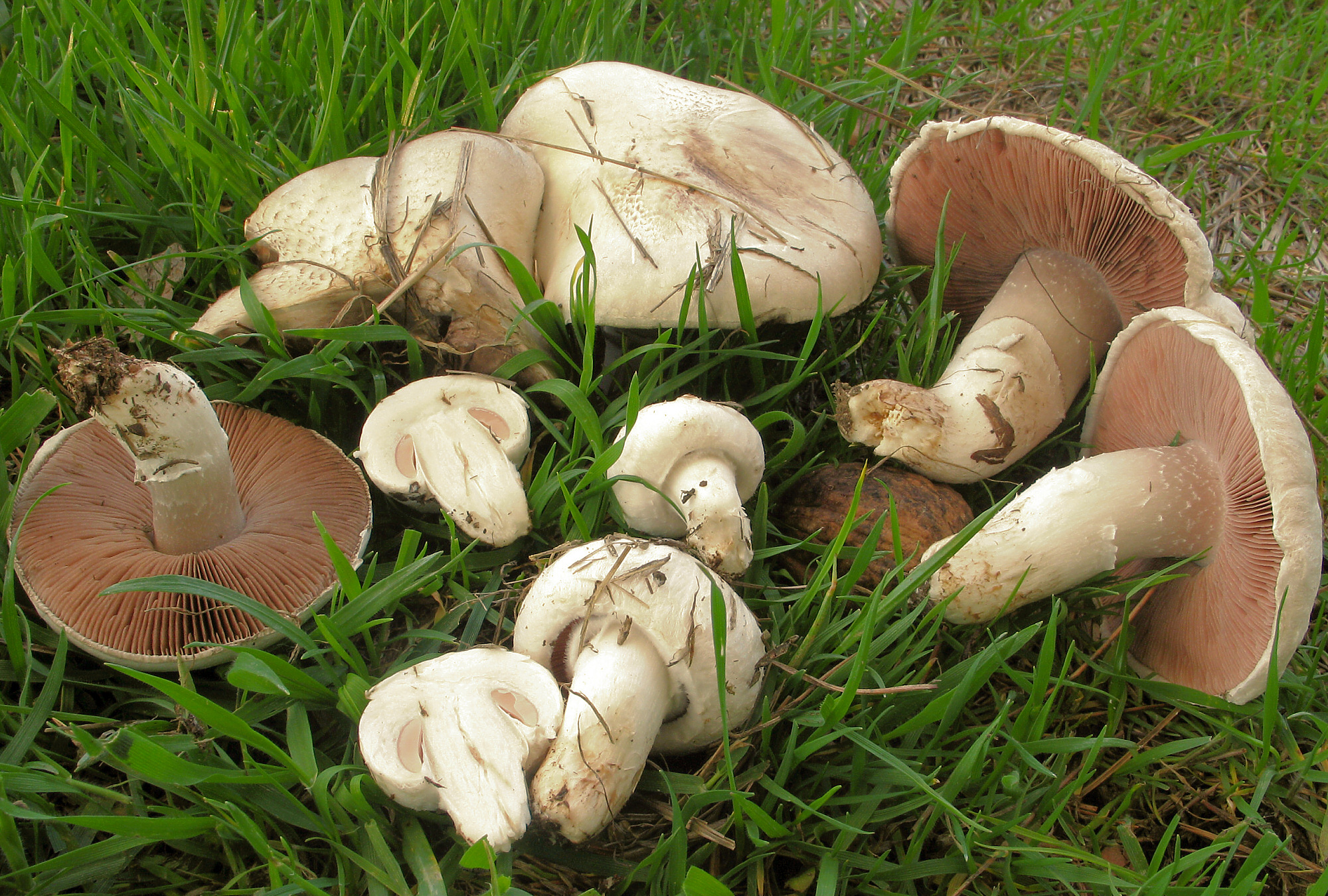
Le Rosé-des-prés (Agaricus campestris)

- Le Rosé-des-prés (Agaricus campestris) Le Rosé-des-prés (Agaricus campestris), qui partage le même habitat herbeux, mais qui est plus petit, ne jaunit pas, n'a pas d'odeur particulière, a un pied en fuseau et un mince anneau fugace. Comestible[6].

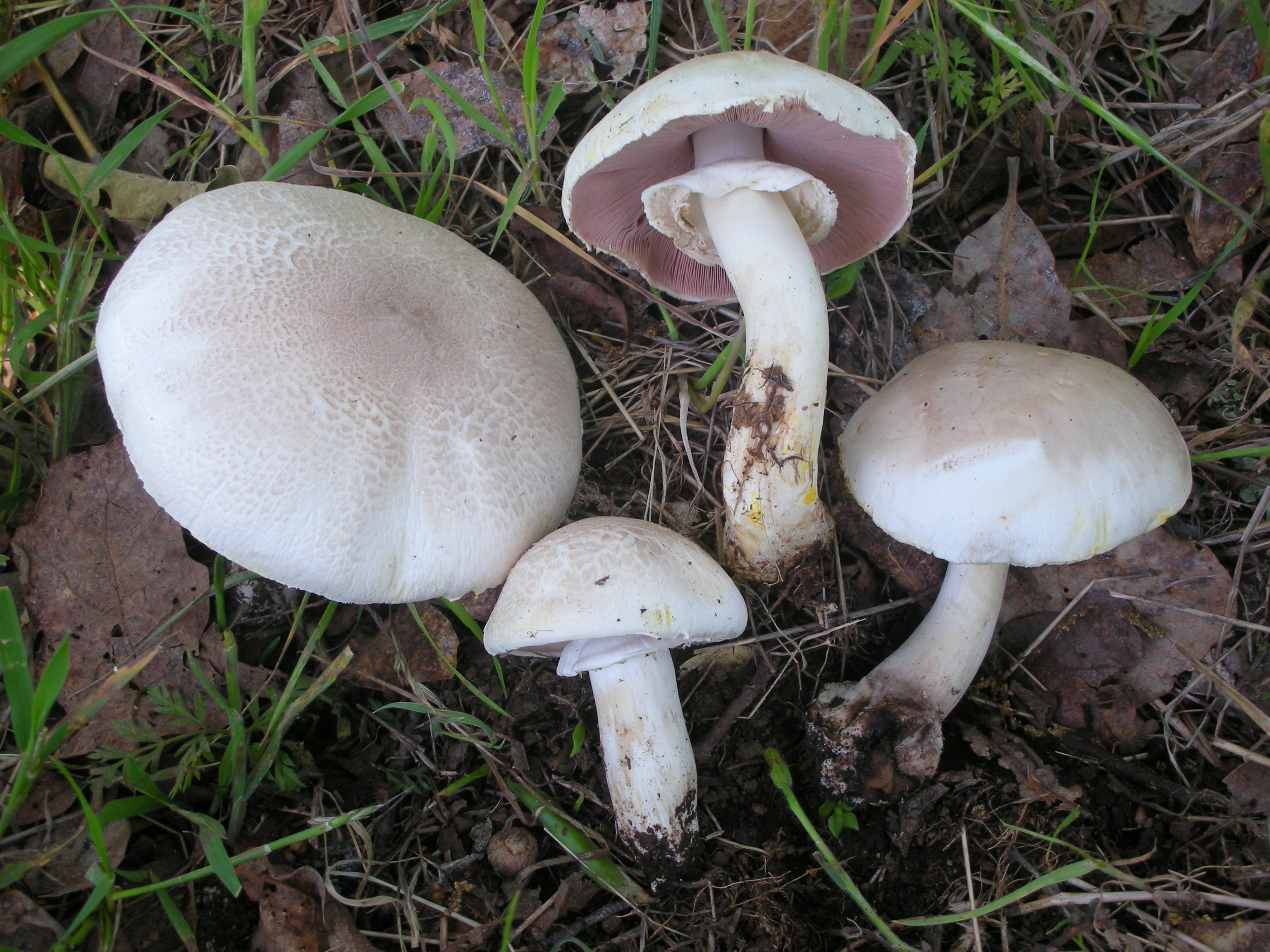
L'Agaric jaunissant (Agaricus xanthodermus)

- L'Agaric jaunissant (Agaricus xanthodermus) L'Agaric jaunissant (Agaricus xanthodermus), dont la silhouette peut rappeler l'Agaric des jachères, cependant son large anneau ne présente pas de structure en roue dentée, il a un chapeau tronconique, sa chair est jaunissante à la coupe au niveau du bulbe et il dégage une odeur chimique. Toxique.

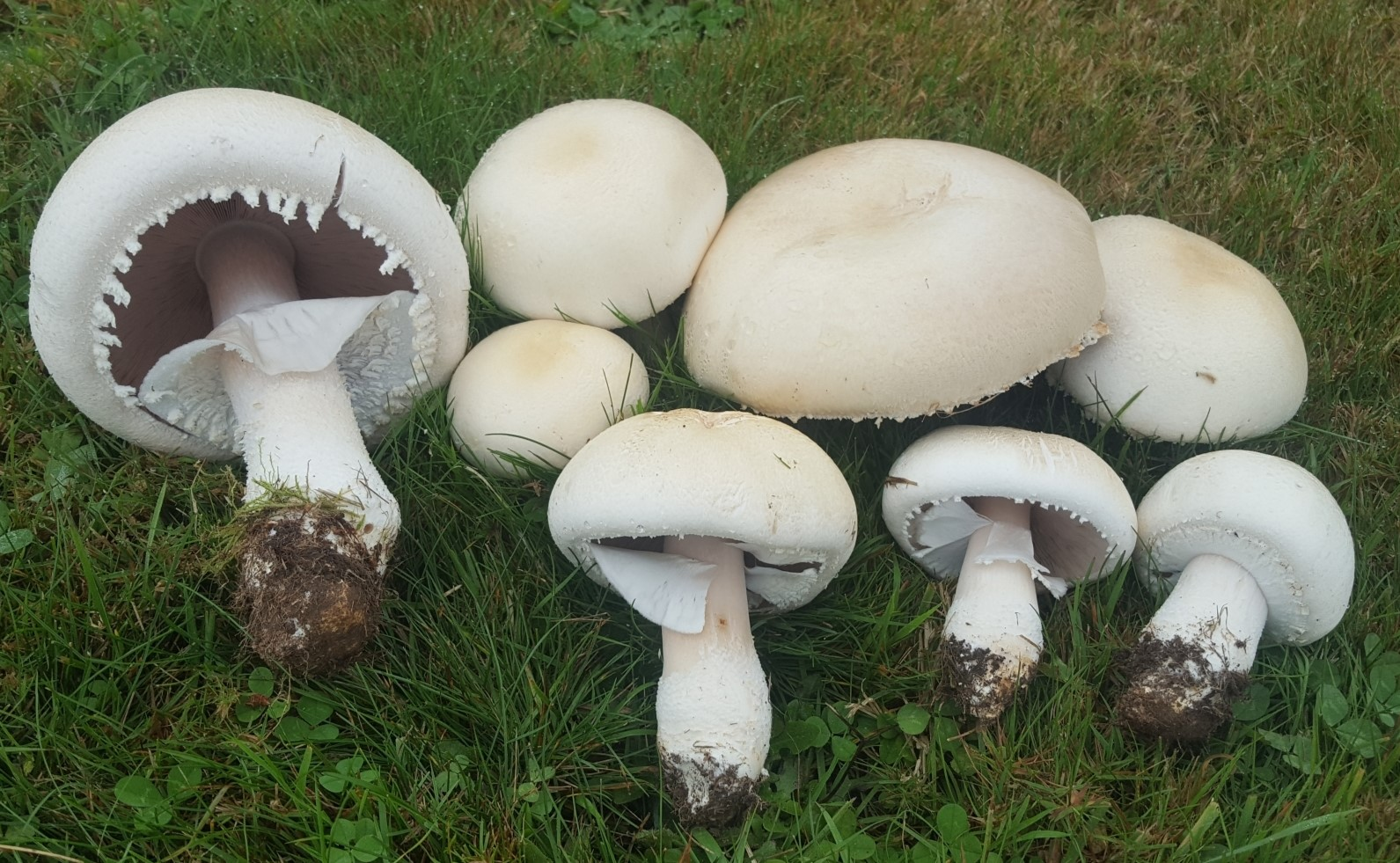
L'Agaric géant des prés (Agaricus crocodilinus)

- L'Agaric géant des prés (Agaricus crocodilinus) L'Agaric géant des prés (Agaricus crocodilinus), peut aussi avoir une odeur anisée, mais elle devient vite peu agréable avec l'âge, surtout au niveau des lames. C'est un champignon très massif, dont l'anneau est très floconneux et dont le pied plutôt trapu est orné de flocons en écailles sous l'anneau. Comestible[4].
- L'Agaric boule-de-neige (Agaricus osecanus), est très semblable à l'Agaric géant des prés mais il dégage une odeur d'amande amère, il est un peu moins grand et son chapeau reste fermé plus longtemps. Comestible[6].
- L'Agaric anisé des bois (Agaricus sylvicola), a également une odeur anisé mais il est plus élancé et pousse en forêt. Comestible[4].
- L'Agaric radicant (Agaricus bresadolanus), toxique, a un chapeau plus ou moins squamuleux, pas d'odeur particulière, un anneau simple et une base terminée par un cordon mycélien. Toxique.

Plus difficilement, il pourrait aussi être confondu avec certaines espèces en dehors des Agarics, certaines beaucoup plus dangereuses mais restant tout de même beaucoup plus faciles à séparer que les Agarics listés ci-dessus de par des critères bien plus évidents :
- La Volvaire gluante (Volvopluteus gloiocephalus), qui est une espèce qui vient aussi dans les prés et les pelouses, plutôt en fin de saison. Ses lames restent roses même avec l'âge, son chapeau est en général grisâtre, visqueux et vergeté. Elle ne possède pas d'anneau sur son long pied et elle a une large volve en sac. Sans interêt[8].
- La Lépiote pudique (Leucoagaricus leucothites), pousse aussi dans les mêmes milieux herbeux. Elle est entièrement blanche, avec des lames blanches, un anneau simple et un pied bulbeux. Donnée comme comestible à sans interêt.
- Eventuellement des Amanites dangereuses comme    l'Amanite phalloïde (Amanita phalloides),    l'Amanite printanière (Amanita verna) et    l'Amanite vireuse (Amanita virosa), mortelles, qui ont des lames toujours bien blanches, une volve en sac à la base du pied et qui viennent typiquement en forêt et pas dans les prés, étant mycorhiziennes et ayant besoin d'arbres.